# 奥科贝
奥科贝是位于尼日利亚河流州阿华达地区的一个村庄。